# Sant Feliu de Pallerols
Sant Feliu de Pallerols – gmina w Hiszpanii, w prowincji Girona, w Katalonii, o powierzchni 34,99 km². W 2011 roku gmina liczyła 1360 mieszkańców.